# Гуманитарная премия (Спутник)
Гуманитарная премия (англ. Humanitarian Award) — специально учреждённая премия «Спутник», присуждаемая Международной пресс-академией за особые достижения благодаря участию сообщества и работе над общественными делами. В отличие от статуэток премии «Спутник», решение о которых принимается членами с правом голоса, лауреаты выбираются каждый год президентом МПА и членами правления.
Награда присуждается тем, кто в индустрии развлечений действительно изменил жизнь людей в художественном сообществе и за его пределами.

## Лауреаты
- 2010: Конни Стивенс
- 2011: Тим Хетерингтон
- 2012: Бен Зайтлин
- 2014: - никто -
- 2015: Себастьян Юнгер[англ.]
- 2016: Спайк Ли
- 2017: Патрик Стюарт
- 2018: Стивен Чбоски
- 2019: - никто -
- 2020: Муния Меддур[англ.][2]
- 2021: Марк Уолберг[3]
- 2022: Вэл Килмер[4]
- 2023: Джо Мантенья[5]
- 2024: Деннис Куэйд[6]
- 2025: Алехандро Гомес Монтеверде[7]